# Eodorcadion kadleci
Eodorcadion kadleci là một loài bọ cánh cứng trong họ Cerambycidae.